# Agrotis xiphioides
Agrotis xiphioides là một loài bướm đêm trong họ Noctuidae.